# Catarina Rebelo
Catarina de Oliveira Lopes Rebelo (* 14. Oktober 1997 in Lissabon) ist eine portugiesische Schauspielerin.

## Biografie
Catarina Rebelo wurde am 14. Oktober 1997 in der portugiesischen Hauptstadt Lissabon geboren. Ihr Debüt gab sie 2007 in der Telenovela Chiquititas. Mit 19 Jahren wirkte sie bereits in sieben Fernsehproduktionen, einem Film und einem Theaterstück mit. Von 2014 bis 2015 spielte sie in Mar Salgado mit. Anschließend wurde Rebelo 2016 für die Telenovela Amor Maior gecastet. Zwischen 2020 und 2021 bekam sie in Amar Demais die Hauptrolle. Unter anderem trat sie 2022 in Praxx auf. Zudem war Rebelo 2023 in Queridos Papás zu sehen.

## Filmografie
Filme
- 2011: Verão Invencível
- 2012: Jogos Cruéis
- 2016: A Mãe é que Sabe

Serien
- 2007: Chiquititas
- 2008–2009: Feitiço de Amor
- 2013–2014: I Love It
- 2014–2015: Mar Salgado
- 2016–2017: Amor Maior
- 2019: Amar Depois de Amar
- 2020–2021: Amar Demais
- 2022: Praxx
- 2023: Queridos Papás

## Theater
- 2019: Begginers